# Fin de un viaje infinito
Fin de un viaje infinito es el cuarto álbum que lanzó al mercado el músico gallego Xoel López con su banda Deluxe.
Fue el primer disco que Deluxe editó bajo el sello multinacional Virgin tras abandonar la discográfica independiente Mushroom Pillow.
Fue producido por Juan de Dios Martín y contó con las colaboraciones de artistas como Iván González, Pablo Novoa o Leiva de Pereza.

## Lista de canciones
1. Colillas en el suelo - 5:10
2. Gigante - 3:00
3. Tendremos que esperar - 4:43
4. No es mi primera vez - 3:37
5. Rostro de actriz - 4:12
6. Ver en la oscuridad - 3:17
7. Réquiem (No fui yo) - 4:00
8. De tanto callar - 3:57
9. Simone - 3:00
10. El amor valiente - 5:52
11. A un metro de distancia - 3:20
12. Fin de un viaje infinito - 5:03